# Lemsterrijn
De Lemsterrijn (Fries en officieel: Lemster Rien) is een kanaal in de Nederlandse provincie Friesland. 
Het kanaal met een lengte van 3,5 km loopt van een kleine haven aan het Tjeukemeer bij het dorp Oosterzee en de Provinciale weg 924 (N924) langs de oostzijde van Rijksweg 6 (A6) en ten westen van buurtschap Westend naar de Provinciale weg 359 (N359) ten noordoosten van de plaats Lemmer. 
Bij Lemmer sloot het kanaal vroeger aan op de Dijksloot en liep  daarna tot aan de Riensluis met verbinding naar het IJsselmeer. In 1956 werd bekendgemaakt dat de Lemsterrijn tussen Truitjeszijlbrug en de stroomsluis ten oosten van Lemmer gedempt zou worden en met ingang van 1 mei 1956 voor de scheepvaart zou worden gesloten. In 1958 werd begonnen met de demping van de Lemsterrijn op ongeveer 500 meter ten noordoosten van de Riensluis. In 2021 werd het kanaal door Wetterskip Fryslân uitgebaggerd om de doorstroming en waterkwaliteit te verbeteren. Voor onderhoud met de maaiboot is een waterdiepte van een meter wenselijk.

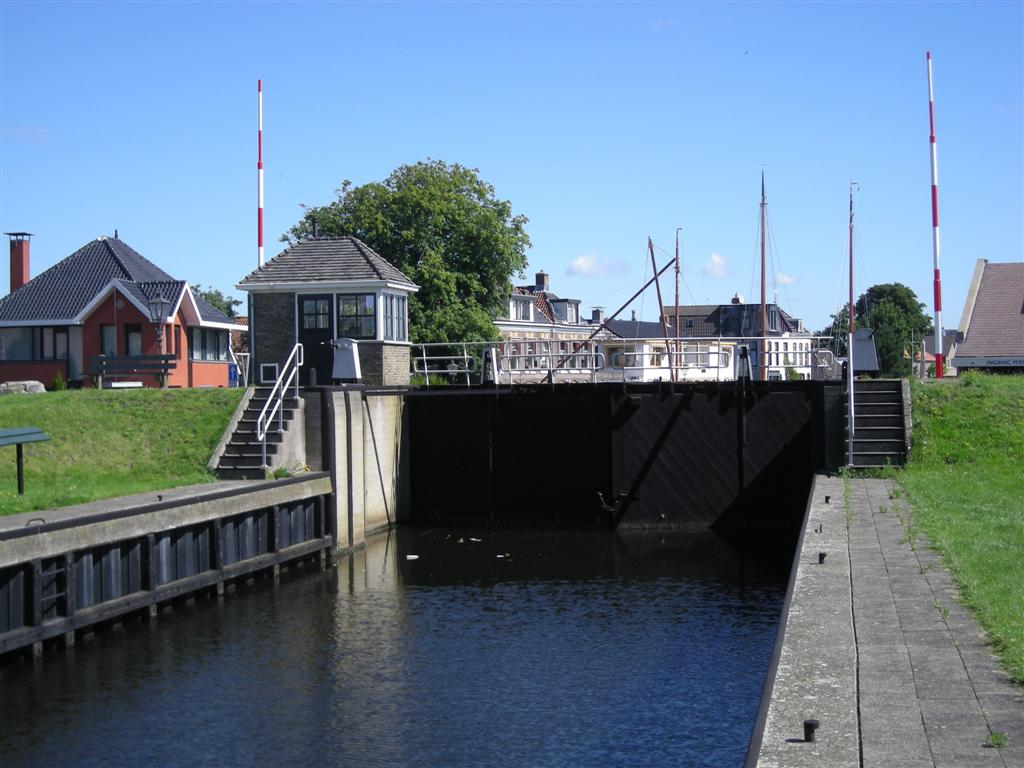
De Riensluis in Lemmer